# Relações entre Marrocos e Turquia
As relações entre Marrocos e Turquia são as relações diplomáticas estabelecidas entre o Reino do Marrocos e a República da Turquia. Estas relações foram estabelecidas em 17 de abril de 1956 por uma declaração conjunta dos governos de ambos os países, após a proclamação de independência do Reino do Marrocos.
Do ponto de vista marroquino, a Turquia é considerada um país moderno e desenvolvido que também mantém a sua identidade nacional. A Turquia considera o Marrocos um país importante na região do Mar Mediterrâneo e no Norte da África.